# Virbia major
Virbia major là một loài bướm đêm thuộc phân họ Arctiinae, họ Erebidae.